# Geiersweiler
Geiersweiler (auch Geyersweiler) war ein mittelalterlicher Hof oder Weiler auf der Gemarkung von Alfdorf, einer Gemeinde im baden-württembergischen Rems-Murr-Kreis. Die Lage der Wüstung ist unklar, ebenso ist über die Geschichte der Siedlung nicht mehr viel bekannt.

## Lage und Geschichte
Der Ort lag in der Nähe von Buchengehren und Mittelweiler. Westlich von Buchengehren liegt das Gewann Hofwiesen, nördlich von Mittelweiler kommt der Flurname Hof vor.
Geiersweiler gehörte den Herren von Leineck, einem erloschenen Rittergeschlecht, das auf der Burg Leineck bei Alfdorf residierte. Im Jahre 1367 verkaufte Johannes von Lynegge an den Patrizier Heinrich Wolf aus Schwäbisch Gmünd den halben Weiler (min halbe Wilerstatt genannt die Gyrswiler), gelegen bei Buchengehren (by Büchingern). 1411 kam Geiersweiler zusammen mit Buchengehren von der Familie Wolf (später geadelt als Wolf von Wolfsthal) für 340 Gulden an das Kloster Adelberg.
Es ist unklar, wann Geiersweiler aufgegeben wurde. In der Beschreibung des Oberamts Welzheim von 1845 heißt es, Geiersweiler sei schon im 14. Jahrhundert wüst gefallen.